# Campeonato Mundial de Motocross
El Campeonato del mundo de motocross es la principal competición de motocross regulada por la Federación Internacional de Motociclismo (FIM). El campeonato se inauguró en 1957 como continuación al Campeonato de Europa que se había disputado desde 1952. Desde su creación, había una sola categorías de 500 cc, pero en 1962 se incluye la de 250 cc y en 1975 la de 125 cc. Las tres categorías coexistirían hasta 2004 cuando pasaron a denominarse MX1, MX2, MX3 y MX Femenino, esta última de nueva creación. Desde la temporada 2014 desapareció la categoría de MX3, pasando a haber solo 2 categorías masculinas, MX1 y MX2, y una femenina MX Femenino.

## Historial
Nota.- El color rosa señala las ediciones del Campeonato de Europa, previo al Campeonato del Mundo.
|      | 500cc              | 500cc       | 250cc              | 250cc       | 125cc                  | 125cc       | Women's MX      | Women's MX  |
| Año  | Campeón            | Motocicleta | Campeón            | Motocicleta | Campeón                | Motocicleta | Campeona        | Motocicleta |
| ---- | ------------------ | ----------- | ------------------ | ----------- | ---------------------- | ----------- | --------------- | ----------- |
| 1952 | Victor Leloup      | Saroléa     | -                  | -           | -                      | -           |                 |             |
| 1953 | Auguste Mingels    | FN          | -                  | -           | -                      | -           |                 |             |
| 1954 | Auguste Mingels    | FN          | -                  | -           | -                      | -           |                 |             |
| 1955 | John Draper        | BSA         | -                  | -           | -                      | -           |                 |             |
| 1956 | Les Archer         | Norton      | -                  | -           | -                      | -           |                 |             |
| 1957 | Bill Nilsson       | AJS         | Fritz Betzelbacher | Maico       | -                      | -           |                 |             |
| 1958 | René Baeten        | FN          | Jaromir Cizek      | Jawa        | -                      | -           |                 |             |
| 1959 | Sten Lundin        | Monark      | Rolf Tibblin       | Husqvarna   | -                      | -           |                 |             |
| 1960 | Bill Nilsson       | Husqvarna   | Dave Bickers       | Greeves     | -                      | -           |                 |             |
| 1961 | Sten Lundin        | Lito        | Dave Bickers       | Greeves     | -                      | -           |                 |             |
| 1962 | Rolf Tibblin       | Husqvarna   | Torsten Hallman    | Husqvarna   | -                      | -           |                 |             |
| 1963 | Rolf Tibblin       | Husqvarna   | Torsten Hallman    | Husqvarna   | -                      | -           |                 |             |
| 1964 | Jeff Smith         | BSA         | Joël Robert        | CZ          | -                      | -           |                 |             |
| 1965 | Jeff Smith         | BSA         | Viktor Arbekov     | CZ          | -                      | -           |                 |             |
| 1966 | Paul Friedrichs    | CZ          | Torsten Hallman    | Husqvarna   | -                      | -           |                 |             |
| 1967 | Paul Friedrichs    | CZ          | Torsten Hallman    | Husqvarna   | -                      | -           |                 |             |
| 1968 | Paul Friedrichs    | CZ          | Joël Robert        | CZ          | -                      | -           |                 |             |
| 1969 | Bengt Åberg        | Husqvarna   | Joël Robert        | CZ          | -                      | -           |                 |             |
| 1970 | Bengt Åberg        | Husqvarna   | Joël Robert        | Suzuki      | -                      | -           |                 |             |
| 1971 | Roger De Coster    | Suzuki      | Joël Robert        | Suzuki      | -                      | -           |                 |             |
| 1972 | Roger De Coster    | Suzuki      | Joël Robert        | Suzuki      | -                      | -           |                 |             |
| 1973 | Roger De Coster    | Suzuki      | Håkan Andersson    | Yamaha      | André Malherbe         | Zündapp     |                 |             |
| 1974 | Heikki Mikkola     | Husqvarna   | Guennady Moisseev  | KTM         | André Malherbe         | Zündapp     |                 |             |
| 1975 | Roger De Coster    | Suzuki      | Harry Everts       | Puch        | Gaston Rahier          | Suzuki      |                 |             |
| 1976 | Roger De Coster    | Suzuki      | Heikki Mikkola     | Husqvarna   | Gaston Rahier          | Suzuki      |                 |             |
| 1977 | Heikki Mikkola     | Yamaha      | Guennady Moisseev  | KTM         | Gaston Rahier          | Suzuki      |                 |             |
| 1978 | Heikki Mikkola     | Yamaha      | Guennady Moisseev  | KTM         | Akira Watanabe         | Suzuki      |                 |             |
| 1979 | Graham Noyce       | Honda       | Håkan Carlqvist    | Husqvarna   | Harry Everts           | Suzuki      |                 |             |
| 1980 | André Malherbe     | Honda       | Georges Jobé       | Suzuki      | Harry Everts           | Suzuki      |                 |             |
| 1981 | André Malherbe     | Honda       | Neil Hudson        | Suzuki      | Harry Everts           | Suzuki      |                 |             |
| 1982 | Brad Lackey        | Suzuki      | Danny Laporte      | Yamaha      | Eric Geboers           | Suzuki      |                 |             |
| 1983 | Håkan Carlqvist    | Yamaha      | Georges Jobé       | Suzuki      | Eric Geboers           | Suzuki      |                 |             |
| 1984 | André Malherbe     | Honda       | Heinz Kinigadner   | KTM         | Michele Rinaldi        | Suzuki      |                 |             |
| 1985 | Dave Thorpe        | Honda       | Heinz Kinigadner   | Honda       | Pekka Vehkonen         | Cagiva      |                 |             |
| 1986 | Dave Thorpe        | Honda       | Jacky Vimond       | Yamaha      | David Strijbos         | Cagiva      |                 |             |
| 1987 | Georges Jobé       | Honda       | Eric Geboers       | Honda       | John Van Den Berk      | Cagiva      |                 |             |
| 1988 | Eric Geboers       | Honda       | John Van den Berk  | Yamaha      | Jean-Michel Bayle      | Honda       |                 |             |
| 1989 | Dave Thorpe        | Honda       | Jean-Michel Bayle  | Honda       | Trampas Parker         | KTM         |                 |             |
| 1990 | Eric Geboers       | Honda       | Alessandro Puzar   | Suzuki      | Donnie Schmit          | Suzuki      |                 |             |
| 1991 | Georges Jobé       | Honda       | Trampas Parker     | Suzuki      | Stefan Everts          | Suzuki      |                 |             |
| 1992 | Georges Jobé       | Honda       | Donnie Schmit      | Yamaha      | Greg Albertyn          | Honda       |                 |             |
| 1993 | Jacky Martens      | Husqvarna   | Greg Albertyn      | Honda       | Pedro Tragter          | Suzuki      |                 |             |
| 1994 | Marcus Hansson     | Honda       | Greg Albertyn      | Suzuki      | Bob Moore              | Yamaha      |                 |             |
| 1995 | Joël Smets         | Husaberg    | Stefan Everts      | Kawasaki    | Alessandro Puzar       | Yamaha      |                 |             |
| 1996 | Shayne King        | KTM         | Stefan Everts      | Honda       | Sébastien Tortelli     | Kawasaki    |                 |             |
| 1997 | Joël Smets         | KTM         | Stefan Everts      | Honda       | Alessio Chiodi         | Yamaha      |                 |             |
| 1998 | Joël Smets         | Husaberg    | Sébastien Tortelli | Kawasaki    | Alessio Chiodi         | Yamaha      |                 |             |
| 1999 | Andrea Bartolini   | Yamaha      | Frédéric Bolley    | Honda       | Alessio Chiodi         | Husqvarna   |                 |             |
| 2000 | Joël Smets         | KTM         | Frédéric Bolley    | Honda       | Grant Langston         | KTM         |                 |             |
| 2001 | Stefan Everts      | Yamaha      | Mickaël Pichon     | Suzuki      | James Dobb             | KTM         |                 |             |
| 2002 | Stefan Everts      | Yamaha      | Mickaël Pichon     | Suzuki      | Mickael Maschio        | Kawasaki    |                 |             |
| Año  | MotocrossGP        | MotocrossGP | 125cc              | 125cc       | 650cc                  | 650cc       |                 |             |
| 2003 | Stefan Everts      | Yamaha      | Steve Ramon        | KTM         | Joël Smets             | KTM         |                 |             |
| Año  | MX1                | MX1         | MX2                | MX2         | MX3                    | MX3         | Women's MX      | Women's MX  |
| 2004 | Stefan Everts      | Yamaha      | Ben Townley        | KTM         | Yves Demaria           | KTM         |                 |             |
| 2005 | Stefan Everts      | Yamaha      | Antonio Cairoli    | Yamaha      | Sven Breugelmans       | KTM         | Stephanie Laier | KTM         |
| 2006 | Stefan Everts      | Yamaha      | Christophe Pourcel | Kawasaki    | Yves Demaria           | KTM         | Katherine Prumm | Kawasaki    |
| 2007 | Steve Ramon        | Suzuki      | Antonio Cairoli    | Yamaha      | Yves Demaria           | Yamaha      | Katherine Prumm | Kawasaki    |
| 2008 | David Philippaerts | Yamaha      | Tyla Rattray       | KTM         | Sven Breugelmans       | KTM         | Livia Lancelot  | Kawasaki    |
| 2009 | Antonio Cairoli    | Yamaha      | Marvin Musquin     | KTM         | Pierre Renet           | Suzuki      | Stephanie Laier | KTM         |
| 2010 | Antonio Cairoli    | KTM         | Marvin Musquin     | KTM         | Carlos Campano Jiménez | Yamaha      | Stephanie Laier | KTM         |
| 2011 | Antonio Cairoli    | KTM         | Ken Roczen         | KTM         | Julien Bill            | Honda       | Stephanie Laier | KTM         |
| 2012 | Antonio Cairoli    | KTM         | Jeffrey Herlings   | KTM         | Matthias Walkner       | KTM         | Kiara Fontanesi | Yamaha      |
| 2013 | Antonio Cairoli    | KTM         | Jeffrey Herlings   | KTM         | Klemen Gerčar          | Honda       | Kiara Fontanesi | Yamaha      |
| Año  | MXGP               | MXGP        | MX2                | MX2         | Women's MX             | Women's MX  |                 |             |
| 2014 | Antonio Cairoli    | KTM         | Jordi Tixier       | KTM         | Kiara Fontanesi        | Yamaha      |                 |             |
| 2015 | Romain Febvre      | Yamaha      | Tim Gajser         | Honda       | Kiara Fontanesi        | Yamaha      |                 |             |
| 2016 | Tim Gajser         | Honda       | Jeffrey Herlings   | KTM         | Livia Lancelot         | Kawasaki    |                 |             |
| 2017 | Antonio Cairoli    | KTM         | Pauls Jonass       | KTM         | Kiara Fontanesi        | Yamaha      |                 |             |
| 2018 | Jeffrey Herlings   | KTM         | Jorge Prado        | KTM         | Kiara Fontanesi        | Yamaha      |                 |             |
| 2019 | Tim Gajser         | Honda       | Jorge Prado        | KTM         | Courtney Duncan        | Kawasaki    |                 |             |
| 2020 | Tim Gajser         | Honda       | Tom Vialle         | KTM         | Courtney Duncan        | Kawasaki    |                 |             |
| 2021 | Jeffrey Herlings   | KTM         | Maxime Renaux      | Yamaha      | Courtney Duncan        | Kawasaki    |                 |             |
| 2022 | Tim Gajser         | Honda       | Tom Vialle         | KTM         | Nancy van de Ven       | Yamaha      |                 |             |
| 2023 | Jorge Prado        | Gas Gas     | Andrea Adamo       | KTM         | Courtney Duncan        | Kawasaki    |                 |             |
| 2024 | Jorge Prado        | Gas Gas     | Kay de Wolf        | Husqvarna   | Lotte van Drunen       | Yamaha      |                 |             |

## Campeones múltiples
| Piloto             | Títulos                                       |
| ------------------ | --------------------------------------------- |
| Stefan Everts      | 10 (4 x MX1, 2 x 500cc, 3 x 250cc, 1 x 125cc) |
| Antonio Cairoli    | 9 (5 x MX1, 2 x MXGP, 2 x MX2)                |
| Joël Robert        | 6 (6 x 250cc)                                 |
| Kiara Fontanesi    | 6 (6 x WMX)                                   |
| Roger De Coster    | 5 (5 x 500cc)                                 |
| Eric Geboers       | 5 (2 x 500cc, 1 x 250cc, 2 x 125cc)           |
| Georges Jobé       | 5 (3 x 500cc, 2 x 250cc)                      |
| Joël Smets         | 5 (4 x 500cc, 1 x 650cc)                      |
| Tim Gajser         | 5 (4 x MXGP, 1 x MX2)                         |
| Jeffrey Herlings   | 5 (2 x MXGP, 3 x MX2)                         |
| Harry Everts       | 4 (1 x 250cc, 3 x 125cc)                      |
| Torsten Hallman    | 4 (4 x 250cc)                                 |
| Heikki Mikkola     | 4 (3 x 500cc, 1 x 250cc)                      |
| Sthepanie Laier    | 4 (4 x WMX)                                   |
| Courtney Duncan    | 4 (4 x WMX)                                   |
| Jorge Prado        | 4 (2 x MXGP, 2 x MX2)                         |
| Greg Albertyn      | 3 (2 x 250cc, 1 x 125cc)                      |
| Alessio Chiodi     | 3 (3 x 125cc)                                 |
| Yves Demaria       | 3 (3 x MX3)                                   |
| Paul Friedrichs    | 3 (3 x 500cc)                                 |
| André Malherbe     | 3 (3 x 500cc)                                 |
| Guennady Moisseev  | 3 (3 x 250 cc)                                |
| Gaston Rahier      | 3 (3 x 125cc)                                 |
| David Thorpe       | 3 (3 x 500cc)                                 |
| Bengt Åberg        | 2 ( 2 x 500cc)                                |
| Jean-Michel Bayle  | 2 (1 x 250cc, 1 x 125cc)                      |
| John Van den Berk  | 2 (1 x 250cc, 1 x 125cc)                      |
| Frédéric Bolley    | 2 (2 x 250cc)                                 |
| Sven Breugelmans   | 2 (2 x MX3 )                                  |
| Håkan Carlqvist    | 2 (1 x 500cc, 1 x 250cc)                      |
| Heinz Kinigadner   | 2 (2 x 250cc)                                 |
| Sten Lundin        | 2 (2 x 500cc)                                 |
| Bill Nilsson       | 2 (2 x 500cc)                                 |
| Trampas Parker     | 2 (1 x 250cc, 1 x 125cc)                      |
| Mickael Pichon     | 2 (2 x 250cc)                                 |
| Alessandro Puzar   | 2 (1 x 250cc, 1 x 125cc)                      |
| Steve Ramon        | 2 (1 x MX1, 1 x 125cc)                        |
| Donny Schmit       | 2 (1 x 250cc, 1 x 125cc)                      |
| Jeff Smith         | 2 (2 x 500cc)                                 |
| Rolf Tibblin       | 2 (2 x 500cc)                                 |
| Sebastien Tortelli | 2 (1 x 250cc, 1 x 125cc)                      |
| Marvin Musquin     | 2 (2 x MX2)                                   |
| Livia Lancelot     | 2 (2 x WMX)                                   |
| Katherine Prumm    | 2 (2 x WMX)                                   |
| Tom Vialle         | 2 (2 x MX2)                                   |